# Sparganothina xanthista
Sparganothina xanthista är en fjärilsart som beskrevs av Walsingham 1913. Sparganothina xanthista ingår i släktet Sparganothina och familjen vecklare. Inga underarter finns listade i Catalogue of Life.